# Чернітка чорногорла
Чернітка чорногорла (Myioborus miniatus) — вид горобцеподібних птахів родини піснярових (Parulidae). Мешкає в Мексиці, Центральній і Південній Америці. Виділяють низку підвидів.

## Опис

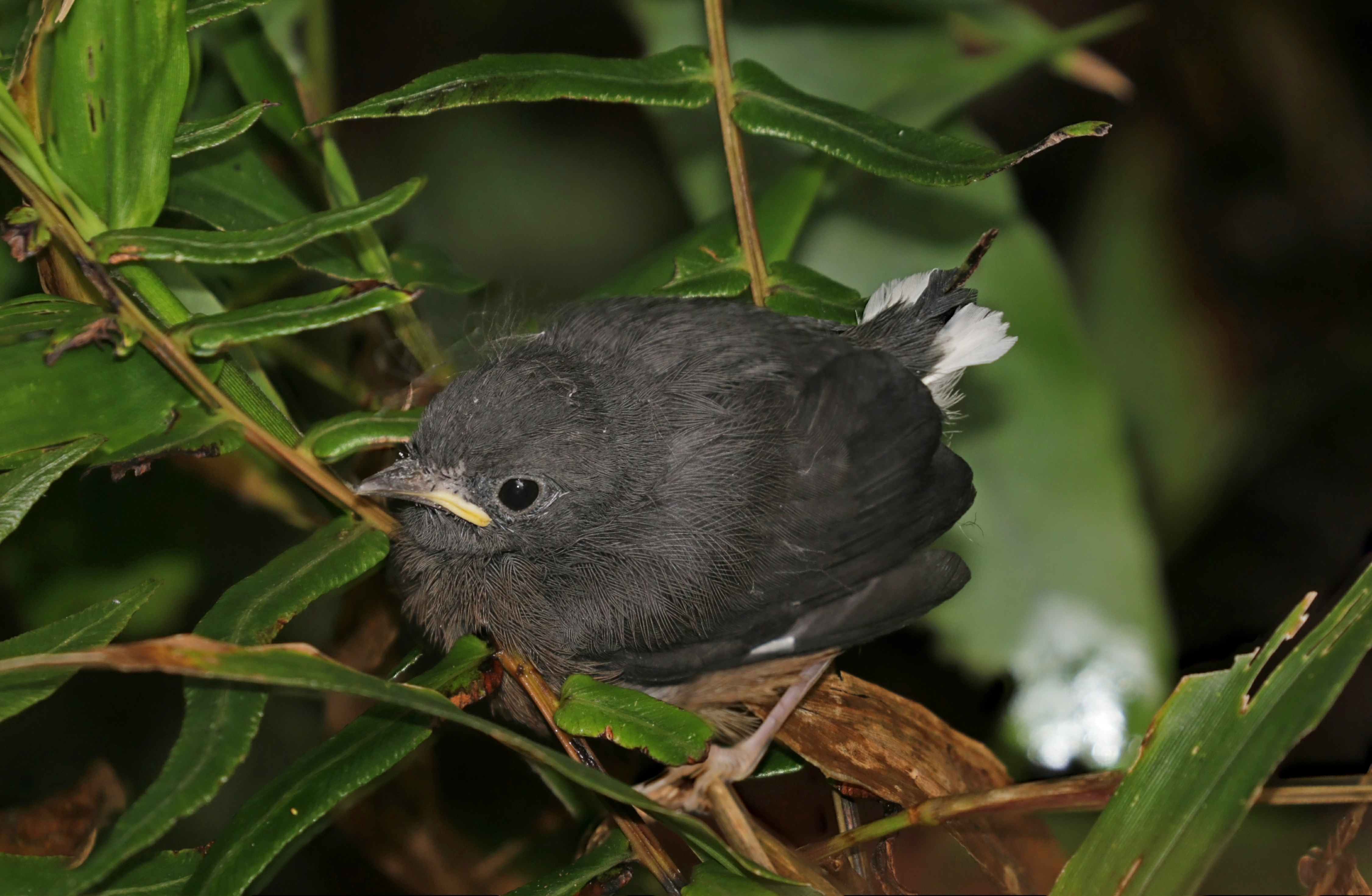
Пташеня чорногорлої чернітки (підвид M. m. aurantiacus)

Довжина птаха становить 13-13,5 см, вага 9,5 г. Довжина крила самця становить 5,8—6,7 см, довжина крила самиці 5,8-6,5 см. Голова і верхня частина тіла темно-сірі. Обличчя, горло, крила, хвіст, дзьоб і лапи чорні. Нижня частина тіла різниться в залежності від підвиду: у північних підвидів вона яскраво-червона, а у південних підвидів вона жовта з оранжевим відтінком. Виду не притаманний статевий диморфізм. Верхня частина тіла в молодих птахів сіра, а нижня частина тіла — пістрява, коричнювата.

## Підвиди
Виділяють дванадцять підвидів:
- M. m. miniatus (Swainson, 1827) — західна, південно-західна Мексика;
- M. m. molochinus Wetmore, 1942 — східна Мексика;
- M. m. intermedius (Hartlaub, 1852) — південна Мексика і східна Гватемала;
- M. m. hellmayri Van Rossem, 1936 — південна Гватемала, південний захід Сальвадору;
- M. m. connectens Dickey & Van Rossem, 1928 — Сальвадор, Гондурас, північ Нікарагуа;
- M. m. comptus Wetmore, 1944 — захід, центр Коста-Рики;
- M. m. aurantiacus (Baird, SF, 1865) — східна Коста-Рика, західна Панама;
- M. m. ballux Wetmore & Phelps, 1944 — східна Панама, північний Еквадор, західна Венесуела;
- M. m. sanctaemartae Zimmer, JT, 1949 — північна Колумбія;
- M. m. pallidiventris (Chapman, 1899) — північна Венесуела;
- M. m. subsimilis Zimmer, JT, 1949 — південний захід Еквадору, північний схід Перу;
- M. m. verticalis (d'Orbigny & Lafresnaye, 1837) — південь Еквадору, центральна Болівія, південний схід Венесуели, західна Гаяна, північна Бразилія.

## Поширення і екологія
Чорногорлі чернітки поширені від Мексики до Болівії. загалом вид є осілим, однак спостерігається вертикальна міграція. Північний підвид також мігрує до США, на південний схід Аризони і паіденний захід Нью-Мексико. В Мексиці і на півночі Центральної Америки птахи живуть у вологих гірських соснових і дубових лісах, а також в хмарних тропічних лісах на висоті від 1500 до 3000 м над рівнем моря. в Коста-Риці птахи живуть в гірських тропічних лісах на висоті від 700 до 2000, іноді до 3000 м над рівнем моря. В Південній Америці птахи живать в гірських лісах Анд, а також в тепуях.

## Розмноження
Гніздо чашоподібне, зроблене з моху, розміщується в нижньому ярусі лісу і на землі. В кладці 2-3 яйця. Сезон розмноження залежить від широти: в Коста-Риці він триває з квітня по травень, а в Колумбії з грудня по липень. Інкубаційний період триває 13-15 днів. пташенята покриваються пір'ям через 12-14 днів.